# Книга Мирдада
Книга Мирдада — это аллегорическая философская книга ливанского автора Михаила Нуайме. Книга впервые опубликована в Ливане в 1948 году и первоначально была написана на английском языке, позже Нуайме перевел её на арабский язык. Нуайме первоначально стремился опубликовать книгу в Лондоне, где она была отвергнута за «[продвижение] религии с „новой догмой“». Считается, что «Книга Мирдада» стала вершиной духовной мысли писателя
.
В 1973 году книга была переработана в трехактную пьесу Падуконе Рамананда.
Ошо неоднократно называл «Книгу Мирдада» одним из лучших духовных сочинений.
Основная часть сюжета книги вращается вокруг жизни немногочисленной монашеской братии. Действие в основном происходит высоко в горах, в монастыре, построенном на месте остановки Ноева Ковчега. Главным героем книги является Мирдад — высоко и неканонично мыслящая личность, вызвавшая всеобщее удивление и оживление, не всегда впрочем доброжелательное. Основной интерес представляет не сюжет, а панорамный охват духовной жизни, вложенный в диалоги и наставления, которыми обменивается Мирдад с монахами, властями и народом.

## Некоторые темы из книги
1. Обладание властью, о том почему не бывает хорошей светской власти. О подложном почёте прививаемом властью к самой себе.
2. Отношение к выручке (прибыли), отношение к долгам и кредитованию.
3. О преимуществах нестяжательности перед накопительством.
4. О вреде наносимом себе от получения удовольствия за счёт принесения страдания другим.
5. Расплата за неправедно нажитое богатство и коррупцию.
6. О том почему нужно больше любить стариков чем детей.
7. Доброта к людям разных стран и вероисповеданий. О вреде национализма.
8. О правильной молитве. Молиться о существенном, божественном, а не том что положено всем животным по природе.
9. О любви как о главном божественном законе.
10. О пользе молитвы «взаимного понимания» для своих противников и врагов, о бесценности взаимопонимания.
11. О исполнении желаний.
12. Проблемы духовенства и монашества. О вреде наносимом близорукими логиками от сочиняемых ими догм.
13. О производимых людьми делениях, межеваниях, обособлениях на фоне внутреннего стремления к единству.
14. Об осуждении легковерных толп последователей, слепо верящих разного рода лидерам общественного мнения.
15. О просторе души. Об избавлении памяти от зловония, мусора и груза бесполезной мертвечины.
16. Человек как слово Бога. О значимости человеческих слов и речи, о пустословии, о пользе молчания и тишины.
17. О вреде споров и язвительности. О пользе спокойной души и уравновешенного подхода.
18. О взглядах ангелов и демонов на происхождение человека.
19. О природе времени как о потоке информации из образов, о Всеединой управляющей воле,
20. О неоднозначной природе происхождения мысли в глубине подсознания, о постороннем влиянии на процесс мышления и принятия решений.
21. Неудачи, как уроки свыше и повод поразмыслить для осведомлённых в знаках.
22. О некоторой пользе страданий для души. О вреде сопротивления наказаниям как дарам и урокам идущим свыше.
23. О том как человек притягивает к себе страдания, удачи или неудачи.
24. О том что нужно боготворить женщину. О единстве и дуальности Адама и Евы.
25. О сути грехопадения совершенно неточно изложенном в Библии и Коране.
26. О божественной природе человека. В человеке от рождения присутствует микро частица — искра сознания Бога.
27. О том что микро Бог внутри человека не хочет быть замкнут в границах тела, и ищет освобождения от связывающих его оков.
28. О первом Сыне Божьем, о том как он появился.
29. О природе рая и ада, об освобождении от страданий и череды перевоплощений.
30. О вечности человеческой души. Об условиях «обретения крыльев» и слияния сознания души с Богом.
31. О медленном прогрессе при формировании души человека. О реинкарнации как о части механизма необходимого для эволюции душ.
32. О пьянстве как о беге от душевной боли и сжимающих душу оков.
33. Об общности прямых поступков и хитросплетенных как двух разных дорог для одного желания.
34. Об отказе от осуждения чужих поступков.
35. О материнской яйцеклетке. О процессе роста и формирования микробога на разных ступенях эволюционной лестницы.

И многие другие темы.

## Русские издания
- «Книга Мирдада». Необыкновенная история монастыря, который когда-то назывался Ковчегом / Пер. с англ. Т. Лебедевой. — СПб.: ИД «ВЕСЬ», 2004. 224 с. — (Из мира Ошо). ISBN 5-95730-008-X